# 幸福路のチー
『幸福路のチー』（こうふくろのチー、原題：幸福路上、英題：On Happiness Road）は、2017年に製作された台湾のアニメーション映画作品である。

## あらすじ
台湾出身で、アメリカ人と結婚しニューヨークで暮らすチーは、祖母の訃報に触れ故郷に帰国する。自らが育ったころとは様変わりした街並みに、戒厳令下の子供時代と、その頃に親友になった台湾人とアメリカ人のハーフの少女、学生運動と新聞社に入社してからの陳水扁デモ、921大地震など自らの半生に思いを巡らせる。

## 登場人物
（声の出演欄の"/"以降は日本語吹き替え版）
チー（リン・スーチー、林淑琪）
声 - グイ・ルンメイ（子供時代は呉以涵）/安野希世乃
本作の主人公。1975年4月5日生まれ。幼い頃に台湾台北県新莊市の幸福路に引っ越し、そこで少女時代を過ごす。1981年8月31日に小学校に入学。中学までは劣等生だったが、高校は台北市立第一女子高級中学、大学は台湾大学というエリートコースに。高校時代に台湾民主化を迎え、両親の反対を押し切って文系に転向した。学生時代には政治運動に邁進するが、新聞社に入社後、逆に自分がデモの対象になる（陳水扁総統の二度目の当選の際）。その後渡米し、アメリカ人のアンソニーと結婚。
ベティ（莊貝蒂）
声 - 黎家秀（子供時代は黄品瑄）/高森奈津美
チーの小学校時代の親友。アメリカ空軍のパイロットである父と台湾人の母の間に生まれたハーフで、チーが好きな「キャンディ・キャンディ（日本語版では「アニメ」とぼやかされているが、台湾版では「小甜甜」というタイトルが登場）」のヒロインと同じ金髪碧眼の持ち主。母が台中で働いているため、新莊市でビンロウ屋台を営んでいる親戚の元へ一人で預けられている。いつか母と一緒にアメリカへ行って父と暮らすのが夢。
ショーン（許聖恩）
声 - 陳柏惟（子供時代は徐湛淯）
チーの小学校時代の同級生。成績は悪く、後に退学する。大人になってからは一定の成功をおさめ、新莊市に実在したマンション「博士的家」に住んでいた。
徐文約
声 - 林郁聰（子供時代は李冠毅）
チーの小学校時代の同級生（隣の席）。市長の子でありエリート層出身なので、小学校入学時点から台湾華語がペラペラだった。大人になってからは地元の政界に進出し、投票者受けを狙ってむしろ台湾語でしゃべるようになっている。
チーの母
声 - リャオ・ホェイチェン /八百屋杏
明るい性格の太った女性。将来はチーに医者になってほしいと思っている。家計を助けるためにクリスマスオーナメント作成などの内職に励む他、幼稚園の調理員などのパートもしている。アミ族の血を引く。
チーの父
声 - チャン・ボージョン/藤原満
稼ぎのいい仕事を求めて新莊市に引っ越し、食品工場に就職。よく宝くじを買っているが、ほとんど当たったためしがない。
チーの祖母
声 - 吉娃斯・吉果/LiLiCo
花蓮で暮らしているアミ族の老婆。アミ族は母系社会なので、チーの父は婿扱いとなる（ついでにチー自身もアミ族ということになる）。今は離れて暮らしているが、娘を手伝いに幸福路に来ることも。シャーマンでもあり、そのためかチーの夢の中にもよくあらわれる。
ウェン（阿文）
声 - ウェイ・ダーション/ 沖浦啓之
チーの従兄  大学生時代に仲間と行った「読書会」が原因で逮捕され、その後アメリカへ向かう。アメリカ人女性と結婚し、娘が一人いるが、その子は英語しかしゃべれず、台湾の食べ物も好まない。
アンソニー
声 - アンソニー・ヴァン・ダイク/佐々木義人
チーがアメリカで出会った青年。後にチーと国際結婚する。
ツァイ先生
声 - ソン・シンイン/宇野なおみ
チーたちの小学校時代の担任。
少年シェンエン
声 - /小橋里美

## スタッフ[7]
- 監督・脚本：ソン・シンイン
- 音楽：ウェン・ツーチエ
- 音響監督：R.T ガオ
- 美術監督：ハン・ツァイジュン、ジョセリン・ガオ
- アシスタントディレクター：ホァン・シーミン、チャオ・ダーウェイ
- 共同プロデューサー：ガオ・ホァイルー
- プロデューサー：シルヴィア・フォン
- エグゼクティブプロデューサー：ジェフリー・チェン
- © 2017 Happiness Road Productions Co., Ltd. All Rights Reserved.

### ＜特別協力『拡福隊』＞[8]
- 名誉福長：五味洋子
- 福隊長：本郷みつる
- 参謀福長：中村誠
- 書記係：藤津亮太
- 広報：小泉正人
- 美術福長：森和美
- 番頭：叶精二
- 協力：東京アニメアワードフェスティバル

### ＜日本語版制作スタッフ＞[9][10][11][12][13]
- 演出：中村誠
- 字幕翻訳：田邉拓郎
- 吹替翻訳：片山寛子
- 録音調整：東田直子／村越直
- 録音助手：宮崎愛菜
- 録音スタジオ：グロービジョン
- 制作担当：岸田直樹（グロービジョン）
- 日本語版制作：グロービジョン株式会社
- 協力：台北駐日経済文化代表処 台湾文化センター
- 提供：竹書房、フロンティアワークス
- 配給：クレストインターナショナル

## 作品

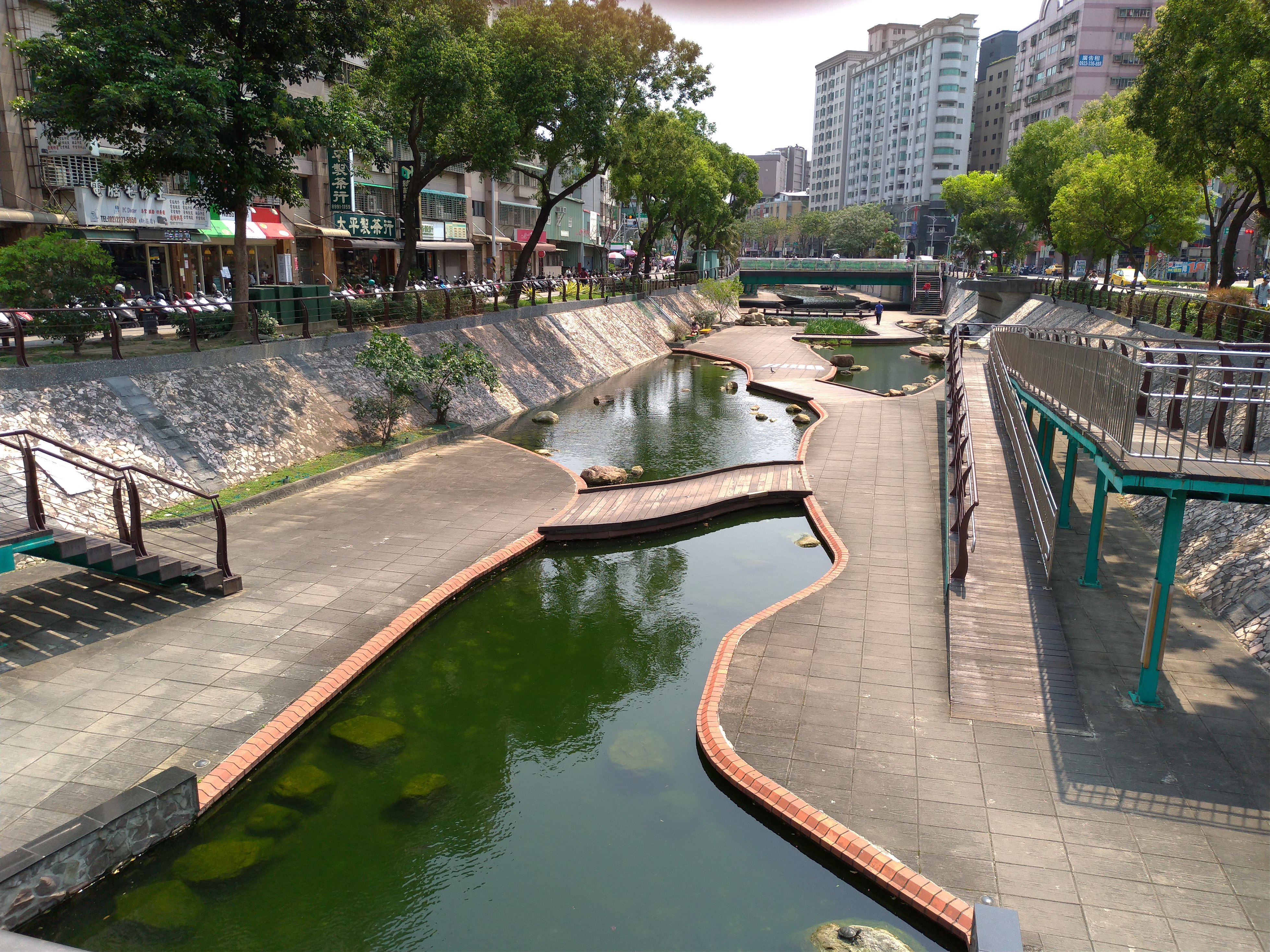
チーが幼少期を過ごした、新北市新荘区の幸福路の街。

幸福路は台北市郊外に実在する街であり、監督のソン・シンイン（宋欣穎）は1974年にその隣町で生まれた。新聞記者や脚本家などを経験したのち、2004年より京都大学で映画理論を学ぶ。京都で暮らしていた時に観た小津安二郎監督作品の『彼岸花』には大きな感銘を受けた。コロンビア・カレッジ・シカゴで映画修士号を取得。2013年に、本作に先行して12分の短編映画が作られた。台湾では長編アニメーション作品の制作体制が整っておらず、シンインは自らでアニメーションスタジオを設立。本編製作までに4年の歳月を要した。台湾らしい空気感を表現するため水彩のようなタッチで描き、陽光の描写にも力を入れた。本作の制作にあたっては高畑勲監督の『おもひでぽろぽろ』や今敏監督の『千年女優』、フランス映画の『ペルセポリス』を参考にしている。シンインは、幼いころから日本のアニメを観て育ったと語っており、本作について「今監督の影響が強い」と明かしている。また、本作のストーリーにはシンインの実体験が50～60%ほどで構成されていると語る。

## 受賞
- 東京アニメアワード 2018年長編グランプリ
- 第55回電影金馬奨 最優秀アニメーション映画賞

### 註釈
1. ↑  テレビプロデューサー、政治家（台湾基進）
2. ↑  『海角七号 君想う、国境の南』『セデック・バレ』などの監督